# Kankbergsgruvan
Kankbergsgruvan är en gruva i Jörns distrikt Skellefteå kommun. Den ligger i Skelleftefältet på 620 meters djup. Den är Boliden AB:s femte guldgruva och vid starten 2012 var den beräknad att vara i produktion till 2020. Per år 2023 meddelades dock att man avsåg utöka produktionstakten.

## Historia

### Dagbrottet
Den ursprungliga Kankbergsgruvan invigdes på 1960-talet, då som dagbrott. Åren 1966–1969 bröts främst zink och koppar i gruvan. Verksamheten lades därefter ner.

### Underjordisk gruva
Kankbergsgruvan öppnades återigen 1987. Denna gång gjordes en underjordisk gruva. Där bedrevs gruvverksamhet till 1997 innan den återigen lades i malpåse. Tecken på ytterligare mineraliseringar såg man dock 1995. Dessa mineraliseringar låg under ett annat gammalt dagbrott, Åkulla östra, en och en halv kilometer från dåvarande Kankbergsgruvan. I samband med att man upptäckte fyndigheter planerade man att använda Kankbergsgruvans befintliga ovanjordsanläggningar, infrastruktur och  ramp för att komma åt fyndigheter under Åkulla östra.

### Nya gruvan invigd 2012
År 2011 meddelade Boliden AB att de planerade att öppna en ny gruva mellan Kankberg och Åkulla östra 2012. Bolaget sade att man hade för avsikt att bryta 1 150 kg guld och 41 ton tellur under sju års tid i gruvan. Brytningen av tellur skulle därmed motsvara en tiondel av världsproduktionen. Totalt investerade Boliden inför uppstarten 475 miljoner kronor i anläggningar, tillredningar och maskiner under jord samt i en ombyggnad av anriknings- och guldlakverk. Totalt anställdes 67 personer som arbetade i fyra skiftlag. År 2022 hade antalet anställda utökats till 115 anställda.
Boliden AB inkom 2023 med en ansökan till mark- och miljödomstolen om att utöka produktionstakten i gruvan från 500 000 ton per år till 650 000 ton.